# حملة الجزيرة الخضراء
تُعدّ حملة الجزيرة الخضراء (بالإنجليزية: Algeciras campaign) (المعروفة أحيانًا باسم معركة أو معارك الجزيرة الخضراء) محاولة من قِبَل سرب بحري فرنسي من تولون تحت قيادة الأدميرال تشارلز لينوي للانضمام إلى أسطول فرنسي وإسباني في قادس خلال يونيو ويوليو من عام 1801 خلال الحروب الثورية الفرنسية قبل العملية المخطط لها ضد أي من مصر أو البرتغال. للوصول إلى قادس، كان على السرب الفرنسي المرور بالقاعدة البحرية البريطانية في جبل طارق، والتي تضم السرب المكلف بمحاصرة قادس. كان السرب البريطاني بقيادة الأدميرال السير جيمس سوماريز. بعد رحلة ناجحة بين تولون وجبل طارق حيث تم الاستيلاء على عدد من السفن البريطانية، رسي السرب في الجزيرة الخضراء، وهي مدينة ساحلية محصنة على مرمى البصر من جبل طارق عبر خليجه. في 6 يوليو من عام 1801، هاجم سوماريز السرب الراسي في معركة الجزيرة الخضراء الأولى. على الرغم من إلحاق أضرار جسيمة بجميع السفن الفرنسية الثلاث على الخط، إلا أنه لم يكن من الممكن القبض على أي منها بنجاح واضطر البريطانيون إلى الانسحاب بدون سفينتهم الحربية إتش إم إس هانيبال التي استولى عليها الفرنسيون بعد ذلك.
في أعقاب المعركة الأولى، شرع الجانبان في إجراء إصلاحات عاجلة واستدعاء التعزيزات. في 9 يوليو، وصل أسطول من خمسة إسبان وسفينة فرنسية من الخط وعدة فرقاطات من قادس لمرافقة سرب لينوي بأمان إلى قادس، ضاعف البريطانيون في جبل طارق جهودهم لإعادة سربهم إلى الخدمة القتالية. في مساء يوم 12 يوليو، أبحر الأسطول الفرنسي والإسباني من الجزيرة الخضراء، وتبعتهما القوة البريطانية وأمسكت بالسفن الخلفية في معركة الجزيرة الخضراء الثانية وفتحت النار في الساعة 11:20. تبع ذلك عمل ليلي مرتبك حيث اخترقت السفينة البريطانية إتش إم إس سوبيرب الحارس الخلفي للحلفاء غير المنظم، تليها بقية قوة سوماريز. في حالة الارتباك، تم القبض على سفينة فرنسية وغرقت فرقاطة إسبانية واصطدمت اثنتان من السفن الإسبانية الضخمة المكونة من 112 بندقية وانفجرت بما فيها، ما أسفر عن مقتل ما يصل إلى 1700 رجل. في صباح اليوم التالي تعرضت السفينة الفرنسية فورميدابل للهجوم في الجزء الخلفي من السرب المشترك، لكنها نجحت في الخروج من المطاردة ووصلت إلى قادس بأمان.
في نهاية المطاف، نجحت الأساطيل الفرنسية والإسبانية في تحقيق هدفها المتمثل في الاتحاد في قادس، وإن كان ذلك بعد خسائر فادحة، لكنها كانت ما تزال تحت الحصار وليس في وضع يسمح لها بتحقيق الخطط المصرية أو البرتغالية. أثبتت المعركتان، «التي تعتبر عمومًا معركة واحدة مرتبطة»، أنها حاسمة في ترسيخ السيطرة البريطانية على البحر الأبيض المتوسط وحكم على الجيش الفرنسي في مصر بالهزيمة، غير مدعومة تمامًا بتعزيزات من البحرية الفرنسية.

## الخلفية
في 1 أغسطس عام 1798، فاجأ أسطول بريطاني الأسطول الفرنسي المتوسطي ودمره بالكامل تقريبًا في معركة النيل في أعقاب الغزو الفرنسي الناجح لمصر. أدى ذلك على الفور إلى عكس الوضع الاستراتيجي في البحر الأبيض المتوسط، القضاء على الأسطول الفرنسي المتمركز في تولون باعتباره تهديدًا كبيرًا ومنح البريطانيين وحلفائهم في حرب الهيمنة البحرية للتحالف الثاني في المنطقة. على مدى السنوات الثلاث التالية، فرضت الأسراب البريطانية والحليفة حصارات على جميع القواعد البحرية الفرنسية والإسبانية المهمة في المنطقة، بما في ذلك الإسكندرية وكورفو ومالطا ولكن بشكل خاص الموانئ المهمة في تولون وقادس. أدى ذلك إلى الحد بشكل كبير من حركة القوات الفرنسية والمواد العسكرية عبر البحر الأبيض المتوسط، ما أدى إلى الاستيلاء على مالطا وكورفو وانخفاض حجم وفعالية الجيش في مصر بشكل مطرد.
في يناير عام 1801، وفي محاولة لزيادة حجم أسطول البحر الأبيض المتوسط الفرنسي وتعزيز الحامية المصرية المحاصرة، أمر القنصل الأول نابليون بونابرت سربًا من سبع سفن من الخط بالإبحار من بريست على ساحل المحيط الأطلسي إلى البحر الأبيض المتوسط تحت قيادة الأدميرال العماد جوزيف جانتياوم. قام السرب بثلاث محاولات فاشلة للوصول إلى مصر ليتراجع في نهاية المطاف إلى تولون في أواخر يوليو عام 1801. خلال الجهد الأخير، أبحر سرب جانتياوم من تولون في 27 أبريل عام 1801 مع تعليمات لتأمين التفوق البحري المحلي لفترة وجيزة حول إلبا للسماح بغزو البحر قبل السفر إلى شرق البحر الأبيض المتوسط. خلال هذه العمليات، اكتشف جانتياوم أن العديد من السفن في قوته كانت تعاني من نقص خطير في العدد، وبالتالي قرر توحيد أطقمه وإرسال ثلاث سفن من الخط، فورميدايبل وإندومبتبل وديسايكس، والفرقاطة كريول إلى تولون.
مكّن وجود هذه القوة في تولون الفرنسيين من التخطيط لعملية ثانوية باستخدام الوافدين الجدد إلى جانتياوم. تم التوصل إلى اتفاق في وقت سابق من العام بين بونابرت وتشارلز الرابع ملك إسبانيا لتوفير ست سفن من الخط من أسطول قادس إلى البحرية الفرنسية. صدرت أوامر بأن ينضم إلى السرب الجديد في قادس ثلاث سفن من الخط المنفصل عن سرب جانتياوم وكذلك الفرقاطة مويرون تحت القيادة العامة للأدميرال تشارلز لينوي. كانت هذه القوة المكونة من تسع سفن فرنسية، مصحوبة بستة سفن موعودة من الأسطول الإسباني، لتنفيذ واحدة من خطتين تم طرحهما: الأولى كانت هجومًا واسع النطاق على لشبونة. انخرطت البرتغال وإسبانيا في حرب البرتقال وكانت لشبونة ميناء تجاريًا بريطانيًا رئيسيًا: فقد قدر الأدميرال الفرنسي كيرغيلين قبل بضع سنوات أن هجومًا هناك يمكن أن يستولي على البضائع والشحن البريطاني الذي تصل قيمته إلى حوالي «2 مليون». أما العملية الأخرى المخطط لها، التي اعتمدت بعد نهاية حرب البرتقال في 2 يونيو، كانت تهدف لإعادة إمداد مصر باستخدام الجنود المتمركزين في الموانئ الإيطالية. ولتسهيل نقل السفن الإسبانية إلى السيطرة الفرنسية، أمر نابليون الأميرال بيير دومانوار لو بيلي بالإبحار إلى قادس. وصل لو بيلي إلى الميناء الإسباني في 13 يونيو في الفرقاطات ليبر وإندين مع البحارة لبدء إدارة السفن المشتراة حديثًا تحت قيادته. لوحظ وصوله من قِبَل سرب الحصار البريطاني قبالة قادس تحت قيادة الأدميرال السير جيمس سوماريز، أحد قدامى المحاربين في معركة النيل وأحد «فرقة الإخوة» الشهيرة للورد نيلسون: طاردت سفن لو بيلي من قبل سفينتي إتش إم إس سوبيرب وإتش إم إس فينيرابل، لكن الأدميرال الفرنسي تمكّن من الهرب والوصول إلى قادس بأمان. أُمر سوماريز بالذهاب إلى قادس في مايو عام 1801 ليس فقط من أجل حصار الأسطول الإسباني بل أيضًا لمراقبة محاولة السرب الفرنسي للربط مع الأسطول الإسباني في قادس.